# Enger
Enger è una cittadina tedesca di 20 483 abitanti della Renania Settentrionale-Vestfalia.

## Geografia fisica
Situata nel circondario di Herford, a circa 6 km ad ovest dal capoluogo.

## Cultura

### Musei
La città dispone di quattro musei. Nel Museo di Vitichindo sono narrate la storia del duca sassone Vitichindo e le leggende a lui collegate. Vengono inoltre illustrate le tecniche utilizzate dagli archeologi per analizzare i reperti trovati nella vicina collegiata di Enger, nel tentativo di chiarire se il luogo di sepoltura di Vitichindo sia effettivamente in quella chiesa. Il Kleinbahnmuseum Enger ospita invece una mostra permanente sulla storia delle ferrovie a scartamento ridotto Herforder Kleinbahn e Bielefelder Kreisbahnen. Nel museo della conceria di Enger si ripercorre la storia della locale industria conciaria, dal XVIII secolo a oggi. Il mulino Liesbergmühle, di proprietà dell'amministrazione comunale, apre due volte l'anno.